# Thank You...Goodnight!
Thank You...Goodnight! è un album dal vivo del gruppo musicale statunitense Great White, pubblicato nel novembre del 2002. L'album è sottotitolato in copertina come The Farewell Concert, in quanto contiene l'ultima esibizione tenuta dal gruppo prima del momentaneo scioglimento, secondo quanto annunciato dal cantante Jack Russell nel novembre del 2001.
Il concerto è stato registrato al Galaxy Theatre di Santa Ana in California il 31 dicembre 2001. Per l'occasione ritornarono nella band il chitarrista Mark Kendall e il bassista Sean MacNabb, che avevano deciso di lasciare il gruppo l'anno prima. Russell e Kendall saranno comunque nuovamente insieme sul palco con il nome "Jack Russell's Great White" per alcuni concerti nel 2002.
L'esibizione presenta due tracce inedite, Back to the Rhythm e Play On, successivamente registrate in studio per l'inclusione nell'album Back to the Rhythm del 2007.
L'album è stato ristampato nel 2006 dall'etichetta californiana Sidewinder Music sotto il titolo di Once Bitten, Twice Live.

## Tracce
1. Desert Moon – 4:58
2. Old Rose Motel – 7:45
3. Face the Day – 6:12
4. On Your Knees – 4:57
5. House of Broken Love – 5:58
6. Back to the Rhythm – 4:34
7. Save Your Love – 5:05
8. Play On – 3:57
9. Mista Bone – 5:50
10. Rock Me – 7:45
11. Call It Rock n' Roll – 4:47
12. Can't Shake It – 9:33
13. Once Bitten, Twice Shy – 7:53

## Formazione
- Jack Russell – voce
- Mark Kendall – chitarre, cori
- Michael Lardie – chitarre, tastiere, cori
- Sean McNabb – basso
- Derrick Pontier – batteria